# Championnat d'Europe féminin de football des moins de 17 ans 2014
Cet article traite de l'épreuve féminine. Pour la compétition masculine, voir Championnat d'Europe de football des moins de 17 ans 2014.
Navigation
Édition 2013 Édition 2015
La 7e édition du Championnat d'Europe de football féminin des moins de 17 ans  est un tournoi de football féminin qui se déroule en Angleterre.
La phase finale, initialement programmée en juin 2014, est avancée et se déroule du 28 novembre au 8 décembre 2013. Elle réunit huit équipes, réparties dans deux groupes de quatre au premier tour.

## Tournoi Final

### Tableau final
|  | Demi-finales | Demi-finales |                        |          | Finale | Finale |
|  | Demi-finales | Demi-finales |                        |          | Finale | Finale |
|  |              |              |                        |          |        |        |
|  |              |              |                        |          |        |        |
|  |              |              |                        |          |        |        |
|  | Italie       | 0            |                        |          |        |        |
|  | Italie       | 0            |                        |          |        |        |
|  | Allemagne    | 1            |                        |          |        |        |
|  | Allemagne    | 1            | Allemagne              | 1 tab(3) |        |        |
|  |              |              | Allemagne              | 1 tab(3) |        |        |
|  |              | Espagne      | 1 (1)                  |          |        |        |
|  | Espagne      | Espagne      | 1 (1)                  | 3        |        |        |
|  | Espagne      |              |                        | 3        |        |        |
|  | Angleterre   | 0            |                        |          |        |        |
|  | Angleterre   | 0            | Match pour la 3e place |          |        |        |
|  |              |              |                        |          |        |        |
|  |              |              |                        |          |        |        |
|  |              |              |                        |          |        |        |
|  | Italie       | 0 tab(4)     |                        |          |        |        |
|  | Italie       | 0 tab(4)     |                        |          |        |        |
|  | Angleterre   | 0 (3)        |                        |          |        |        |
|  | Angleterre   | 0 (3)        |                        |          |        |        |

### Classement
| Place              | Équipes du tour final | Stade          |
| ------------------ | --------------------- | -------------- |
| Médaille d'or      | Allemagne             | Vainqueur      |
| Médaille d'argent  | Espagne               | Finaliste      |
| Médaille de bronze | Italie                | Demi-finaliste |
| 4                  | Angleterre            | Demi-finaliste |
| 5                  | Autriche              | Premier tour   |
| 6                  | France                | Premier tour   |
| 7                  | Écosse                | Premier tour   |
| 8                  | Portugal              | Premier tour   |